# Robert van Rhuddlan
Robert de Tilleul, beter bekend als Robert van Rhuddlan, (overleden vermoedelijk 1093) was een Normandisch legerleider-avonturier die noordelijk Wales onder zijn macht wist te brengen.
Nadat Willem de Veroveraar Engeland koning van Engeland geworden was, werden vele Engelse graafschappen verdeeld onder zijn Normandische leenmannen en supporters. Hugh d'Avranches was een daarvan, en hij werd in 1070 earl van Chester. Robert kwam in diens dienst als legerleider, en viel het noordoosten van Wales, ten westen van Chester, binnen.
Robert richtte een kasteel op in Rhuddlan, en vandaaruit zette hij zijn aanvallen op noordelijk Wales voort. Ook nodigden Hugh en hij Normandische kolonisten uit naar deze plaats te komen. Een tweede kasteel en machtscentrum werd gebouwd in Degannwy, aan de mond van de Conwy. Hij was vermoedelijk actief in de strijd om het koningschap van  Gwynedd tussen Trahaearn ap Caradog en Gruffudd ap Cynan in 1075.
In 1081, na de Slag bij Mynydd Carn, wist hij Gruffudd ap Cynan gevangen te nemen. Voor de daaropvolgende periode wordt geen andere koning van Gwynedd genoemd, en het lijkt aannemelijk dat Robert de macht in het gebied overnam. In het Domesday Book wordt Robert genoemd als heerser over Noord-Wales, en als leenman van Willem de Veroveraar betaalde hij een jaarlijkse schatting van £40.
Vermoedelijk in 1093 wist Gruffudd te ontsnappen. Er wordt wel gemeld dat hij datzelfde jaar ook verantwoordelijk was voor de dood van Robert van Rhuddlan, maar daar wordt door historici tegenwoordig aan getwijfeld.